# Lindenbach (Jagst)
Der Lindenbach ist ein Bach in der offenen Flur des Stadtgebiets von Crailsheim im baden-württembergischen Landkreis Schwäbisch Hall. Nach über 3 km langem Lauf etwa nach Osten mündet er an der Flussbrücke der Crailsheimer Nordwestumgehung von links in die obere Jagst. 

## Geographie

### Verlauf
Der Lindenbach entspringt  auf etwa 426 m ü. NHN einer Sickerquelle im Gewann Sumpfteile und fließt in einem Graben fast ohne Baum am Ufer anfangs südwestwärts, bald schon ostsüdostwärts ab. Nach etwa 300 Metern mündet zuletzt von Südwesten her ein zweiter, doppelt so langer Quellast zu, der zwischendurch den kleinen Rest des Rüdderner Moors durchläuft, wo ihn Schilfröhrichte und auch Bäume säumen. Auf den nächsten etwa 800 Metern läuft der Lindenbach immer mehr ostwärts und sehr geradlinig etwas nördlich an der Waldinsel Härtle vorbei, dabei passiert er einen kleinen Teich links am Ufer.
Dann quert er die K 2641 von Tiefenbach nach Roßfeld. Kurz danach mündet von Südwesten her der über anderthalb Kilometer lange Hartbach, der nahe dem Roßfelder Weiler Hagenhof entsteht und ebenfalls in sehr geraden Stücken zwischen Äckern und Wiesen fließt.
Fast einen Kilometer weiter tritt der Bach an die Seite der L 1041 nach Crailsheim. Bald danach unterquert er südwestwärts die in diese einlaufende West-Nord-Umgehung von Crailsheim und nimmt rechtsseits den neben der Umgehung einherlaufenden, weniger als einen Kilometer langen Heidebach auf. Gleich danach durchfließt er die zwei verlandenden ehemaligen Eisweiher, die von Röhrichten, Feuchtgebüschen und immer mehr aufkommenden Feldgehölzen gesäumt sind. Er unterquert danach die wieder selbständig laufende L 1041 und folgt danach ostwärts dem weiteren Lauf der Umgehung, wobei er dem Nordrand des großen Schlachthofgeländes entlangzieht und abschnittsweise in Feldgehölzen fließt.
Schließlich unterquert er den am Flussufer entlangführenden Steinbruchweg und fließt dann auf etwa 426 m ü. NHN von links kurz vor der Flussbrücke der Umgehung in die obere Jagst ein. Der Lindenbach mündet nach 3,4 km langem Lauf mit mittlerem Sohlgefälle von etwa 9 ‰ rund 31 Höhenmeter unterhalb seiner Sickerquelle in den Sumpfteilen.

### Einzugsgebiet
Das Einzugsgebiet des Lindenbachs ist 2,7 km² groß, sein mit etwa 443 m ü. NHN höchster Punkt liegt an der südwestlichen Wasserscheide auf einem Hügelausläufer des Reußenbergs beim Gipsbruch von Hagenhof. Naturräumlich liegt es im Unterraum Crailsheimer Bucht der Hohenloher und Haller Ebene. Bis auf die etwa 10 ha große Waldinsel Härtle in seiner Mitte zwischen oberem Lindenbach und Hartgraben ist es völlig offen und hat etwa in gleichem Maße Wiesen- wie Ackerflächen.
Das Gebiet gehört zur Stadt Crailsheim. Der Norden mit dem größten Flächenanteil liegt in der Stadtteilgemarkung Tiefenbach, ein anderer überwiegend rechtsseits des Unterlaufs in der zentralen Stadtteilgemarkung, ein dritter im Südwesten mit dem oberen Teileinzugsgebiet des Hartgrabens in der von Roßfeld. Die Besiedlung ist gering und umfasst nahe dem Nordrand ein Anwesen etwas außerhalb des Dorfes Tiefenbach, im Südwesten wenige Häuser des Roßfelder Weilers Hagenhof, im zentralen Stadtteilgebiet eine Häuserzeile am Nordrand des Stadtquartiers Roter Buck und einen Teil des Schlachthofgeländes nahe der Mündung.
Reihum grenzen die Einzugsgebiete der folgenden Nachbargewässer an:
- Im Nordnordwesten fließt der Schmiedebach dicht am Quellgebiet des Lindenbachs vorbei zur Mündung abwärts von diesem in die Jagst;
- im Süden konkurriert der etwas oberhalb des Lindenbachs in Crailsheim in diese mündende Sauerbrunnenbach mit seinen linken Zuflüssen;
- jenseits eines nur kurzen Stücks westlicher Wasserscheide entsteht der kurze Hagenseebach, der über den Schwarzlachenbach zum noch höheren Jagst-Zufluss Maulach entwässert.

### Zuflüsse und Seen
Liste der Zuflüsse und  Seen von der Quelle zur Mündung. Gewässerlänge, Seefläche, Einzugsgebiet und Höhe nach den entsprechenden Layern auf der Onlinekarte der LUBW. Andere Quellen für die Angaben sind vermerkt.
Ursprung des Lindenbachs auf etwa 426 m ü. NHN ca. 1,1 km südöstlich von Crailsheim-Rüddern neben einem Feldweg zwischen den Flurgewannen Streithölzle und Torfwiesen.
- (Anderer Quellast), von rechts und insgesamt Westen auf etwa 425 m ü. NHN etwa 200 Meter nordwestlich des Randes der Waldinsel Härtle, ca. 0,6 km[LUBW 7] und unter 0,2 km². Entsteht auf etwa 426 m ü. NHN neben demselben Feldweg wie der Hauptquellast, der nur ca. 0,3 km[LUBW 7] lang ist und unter 0,1 km² Einzugsgebiet hat.
- Passiert auf etwa 424 m ü. NHN einen Teich links am Lauf gegenüber dem Härtle, unter 0,1 ha.
- Hartgraben, von rechts und insgesamt Südwesten auf etwa 422 m ü. NHN etwa 200 Meter östlich des Härtle kurz nach der Unterquerung der K 2641 Tiefenbach–Roßfeld, 1,7 km und ca. 0,6 km². Entsteht auf etwa 427 m ü. NHN etwa 200 Meter südöstlich des Gipsbruchs bei Hagenhof.
- Heidebach, von rechts und Westsüdwesten auf etwa 407 m ü. NHN von Crailsheim gegenüber der Einmündung der L 1041 von Tiefenbach her, 0,8 km und ca. 0,4 km². Entsteht auf etwa 413 m ü. NHN weniger als 300 Meter nordwestlich des Siedlungsrandes von Roter Buck und fließt entlang der Nordwestumgehung.
- Durchfließt auf um 205 m ü. NHN nacheinander die zwei Eisweiher vor der von der Nordwestumgehung nach Crailsheim wieder abzweigenden L 1041, zusammen 0,3 ha.

Mündung des Lindenbachs von links und Westen auf etwa 395 m ü. NHN wenig abwärts des Großschlachthofes und vor der Flussbrücke der Nordwestumgehung von Crailsheim von links in die obere Jagst. Der Lindenbach ist 3,4 km lang und hat ein 2,7 km² großes Einzugsgebiet.

### Ortschaften
Orte und Siedlungsplätze am Lauf mit ihren Zugehörigkeiten. Nur die Namen tiefster Schachtelungsstufe bezeichnen Siedlungsanrainer.

## Geologie
Im größeren Teil des Einzugsgebietes im Westen liegt Gipskeuper (Grabfeld-Formation) im Untergrund, während sich mündungsnah und in der anfangs recht schmalen Talmulde fast bis zuletzt Lettenkeuper (Erfurt-Formation) findet. Auf den letzten zweihundert Metern seines Laufes schneidet sich der Lindenbach dann in den Oberer Muschelkalk am Jagsttalrand.
Diese Gipskeuper-Schichten waren am Westrand überlagert von einem im Holozän entstandenen Niedermoor, das sich in einer flachen Subrosions- oder Erosionsmulde bildete; etwa 1,5 km weiter westlich im Naturschutzgebiet Reußenberg ist der Vorgang des Einbruchs solcher Senken, die sich dann mit Wasser füllen und später mehr und mehr verlanden, noch heute im Gange. Heute liegen um den Ursprung des Lindenbachs im ehemaligen Rüdderner Moor in den Gewannen Sumpfteile und Hinterer Brand bis auf einen kleinen Flächenanteil (siehe dazu das Naturdenkmal Torfwiesen im Abschnitt Schutzgebiete) überwiegend Äcker, deren Krume und sehr dunkler Farbton aber diese Herkunft noch anzeigen.
Nachdem sich die beiden Oberlaufgräben des Lindenbachs vereint haben, läuft der Bach bald in einem schmalen holozänen Schwemmlandband, das sich bis zur Mündung erstreckt. Im oberen Einzugsgebiet des zulaufenden Hartgrabens gibt es nahe einem kleinen Gipsbruch bei Hagenhof weite Flächen mit quartären Altwasserablagerungen.

## Schutzgebiete
Der Rest des Rüdderner Moores am rechten Quellast steht unter dem Namen Torfwiesen  unter Naturdenkmalschutz und die beiden Eisweiher mit Uferstreifen sind ebenfalls ein Naturdenkmal. Der Lindenbach mündet zuallerletzt im Landschaftsschutzgebiet Jagstufer Heldenmühle bis zur Tiefenbacher Strasse.

### LUBW
Amtliche Online-Gewässerkarte mit passendem Ausschnitt und den hier benutzten Layern: Lauf und Einzugsgebiet des Lindenbachs

Allgemeiner Einstieg ohne Voreinstellungen und Layer: Daten- und Kartendienst der Landesanstalt für Umwelt Baden-Württemberg (LUBW) (Hinweise)
1. 1 2 3 4  Höhe nach dem Höhenlinienbild auf dem Hintergrundlayer Topographische Karte.
2. 1 2  Länge nach dem Layer Gewässernetz (AWGN).
3. 1 2  Einzugsgebiet nach dem Layer Basiseinzugsgebiet (AWGN).
4. ↑  Natur teilweise nach dem Layer Geschützte Biotope.
5. ↑  Seefläche nach dem Layer Stehende Gewässer.
6. ↑  Einzugsgebiet abgemessen auf dem Hintergrundlayer Topographische Karte.
7. 1 2  Länge abgemessen auf dem Hintergrundlayer Topographische Karte.
8. ↑  Schutzgebiete nach den einschlägigen Layern.

### Andere Belege
1. ↑  Wolf-Dieter Sick: Geographische Landesaufnahme: Die naturräumlichen Einheiten auf Blatt 162 Rothenburg o. d. Tauber. Bundesanstalt für Landeskunde, Bad Godesberg 1962. → Online-Karte (PDF; 4,7 MB)
2. ↑  Geotopsteckbrief des Rüdderner Moores auf der Website des LGRB, abgefragt am 20. September 2023
3. ↑  Geologie nach den Layern zu Geologische Karte 1:50.000 auf: Mapserver des Landesamtes für Geologie, Rohstoffe und Bergbau (LGRB) (Hinweise)